# Shuizhai, Guangdong
Shuizhai (kinesiska: 水寨) är en köping i sydöstra Kina. Den ligger i Wuhua härad i staden Meizhou i provinsen Guangdong, omkring 270 kilometer öster om provinshuvudstaden Guangzhou. Antalet invånare är 140 493. Befolkningen består av 67 047 kvinnor och 73 446 män. Barn under 15 år utgör 22,0 %, vuxna 15-64 år 70 %, och äldre över 65 år 7,0 %.